# Elephantaria in Proconsulari
Elephantaria in Proconsulari (łac. Diocesis Elephantariensis in Proconsulari) – stolica historycznej diecezji w Cesarstwie rzymskim w prowincji Afryka Prokonsularna, sufragania metropolii Kartagina. Współcześnie w Tunezji. Obecnie katolickie biskupstwo tytularne.

## Biskupi tytularni
| Lp. | Biskup                            | Funkcja                                             | Od                   | Do               |
| --- | --------------------------------- | --------------------------------------------------- | -------------------- | ---------------- |
| 1   | Andrew Alexis D’Souza             | emerytowany biskup pomocniczy Poona (Indie)         | 12 czerwca 1967      | 18 stycznia 1971 |
| 2   | Peter Fanyana John Butelezi       | biskup pomocniczy Johannesburga (Południowa Afryka) | 30 lipca 1972        | 10 lipca 1975    |
| 3   | François Xavier Nguyễn Quang Sách | biskup koadiutor Ðà Nẵng (Wietnam)                  | 6 czerwca 1975       | 21 stycznia 1988 |
| 4   | John Mendes                       | biskup pomocniczy Port of Spain (Trynidad i Tobago) | 25 października 1988 | 24 czerwca 2005  |
| 5   | Basil Cho Kyu-man                 | biskup pomocniczy Seulu (Korea Południowa)          | 3 stycznia 2006      | 31 marca 2016    |
| 6   | Siegfried Mandla Jwara            | wikariusz apostolski Ingwavumy (Południowa Afryka)  | 30 kwietnia 2016     | 9 czerwca 2021   |
| 7   | António Lungieki Pedro Bengui     | biskup pomocniczy Luandy (Angola)                   | 28 października 2021 |                  |